# Comarca de Quiroga
La comarca de Quiroga  es una comarca española situada en el sur de la provincia de Lugo, en la comunidad autónoma de Galicia. Su capital es Quiroga.
Incluye los municipios de Folgoso de Caurel, Quiroga y Ribas de Sil, en la zona conocida como Ribeira Sacra. Estos dos últimos municipios, bañados por el río Sil junto con el de Folgoso, en la sierra del Caurel forman una próspera comarca agrícola, minera y vitivinícola en la que destacan sus vinos Denominación de Origen Ribeira Sacra. También cuenta con muchos puntos de interés turístico, sus sierras son un buen lugar para la práctica de deportes de montaña como parapente, senderismo. Desde lugares clave como el Castro de Ares, el Alto de Aldriz, Augasmestas o Torbeo se puede contemplar el paisaje.